# 小野さつき
小野 さつき（おの さつき、明治34年（1901年）6月14日 - 大正11年（1922年）7月7日）は、日本の教育者。水難事故に遭った教え子を救おうとして殉職し、全国的な反響を呼んだ。

## 生涯
宮城県刈田郡福岡村（現・白石市）出身。5人兄弟（兄3人・姉）の末っ子で二女。中岡小学校へ入学。3年生の終わり頃に中岡小学校が福岡小学校との合併に伴い福岡小学校に転校する。白石実科高等女学校（現・宮城県白石高等学校）から1918年（大正7年）宮城県女子師範学校（現・宮城教育大学）へ進学。宮城県女子師範学校在学中は3度も級長に選出された。1922年（大正11年）師範学校を卒業し、同年4月4日に宮城県刈田郡宮尋常高等小学校（現・蔵王町立宮小学校）へ訓導として赴任。尋常科4年の担任となる。
1922年（大正11年）7月7日、白石川河畔で野外での写生を指導中、川の深みに嵌って溺れた生徒3名を助けるため、自ら川に飛び込み救出へと向かった。生徒3名のうち2名は救出したが、残り1名の救出に向かった矢先、自らも川の深みに足を取られ、その1名と共に溺死した。享年21。学校に赴任してわずか71日目のことであった。遺骨は三谷寺と長袋向山共葬墓地（郷里の福岡村）に分骨された。戒名は「顯照院紅顔妙操大姉（けんしょういんこうがんみょうそうたいし）」。

## 水難事故直前の学校
我妻貞亮校長は7月1日から12日までの予定で、愛知県方面に学事視察中の事故である。学校日誌では、出張したのは7月3日である。
事故の前々日7月5日、小野は音楽の授業で「月見草」の指導を行い、おぼろげながら歌い得るようになったと記している。この「月見草」は唱歌ではなく、当時誕生したばかりの童謡を小野は積極的に授業に取り入れたのである。前日の7月6日午後は、小野訓導はじめ全教職員と児童も一緒に、万歳河原で皇太子の乗る汽車を奉迎している。この行事は大きな学校行事で、小野は袴を新調している。7月7日（金）の指導案が残されており、第四時　図画　野外写生と記され、校長の代印（「佐藤」押印。佐藤保治主席訓導）が捺されている。小野の図画の授業では、第1回4月7日自然物写生（児童場所選択）、第2回4月14日野外写生（児童題材選択）、第3回4月20日野外写生（児童題材選択）、第4回4月28日野外写生（児童に思う存分描かせたい）、第5回5月5日野外写生中止（理由不明）屋内写生、第7回5月19日野外写生不実施（理由不明）、第8回5月26日野外写生不実施（理由不明）、第12回6月23日写生、途中、臨時休業・農繁休業をはさみ、第14回7月7日野外写生（児童場所選択）を迎える。この日は、4月28日以来の野外写生であった。

## 水難事故の経緯
事故当日の午後0時45分（第5時間目）、さつきは野外写生の指導のため、受け持ちの生徒56名を引率し、学校から約600メートル離れた万歳河原と呼ばれる白石川河畔へと向かった 。
当日は暑く、学校日誌には華氏85℃（摂氏29℃）と記録されている。また、事故の一昨日前までは梅雨で数日間雨が降り続いており、川は増水していた。川幅は100メートルほどで、岸から20-30メートルは浅瀬になっていたが、対岸の流れは速く、川の中程からは川底が砂地になっており、水深が深くなっていた。
写生の指導中に、一部の男子生徒が水遊びをしたいとせがんだ。さつきは初めそれを許可しなかったが、写生が終わってから浅瀬で足だけを浸して遊ぶことを許可した。
さつきはその後も写生の指導を続けていたが、第5時間目が終わりに近づいたころ、川の方から生徒の助けを呼ぶ声を耳にした。事故で溺死した成沢与右衛門を含む3名の生徒が、誤って川の深みに嵌って溺れかけていた。そこで小野は下駄と白足袋を脱ぎ、袴の裾を捲りあげて着衣のまま川へ飛び込んだ。
溺れかけた生徒のうち2名は救助できたが、生徒を引き上げた際に捲っていた裾が下がったため、さつきは身を軽くするために単衣になろうとした。しかし紐が水に浸かって固くなったため、解くことができなかった。児童の成沢がさらにその先に流されていたので、さつきは下がった袴の裾をそのままに、再び川へと向かった。教え子の2名の生徒がそれを制止しようとしたが、それを振り切って川の中へと飛び込んだ。成沢与右衛門を探すうち、解けた袴の裾が頭に被さり、さつき自らも深みに足を取られた。さつきは生徒に学校へ知らせるよう叫び手を振ったが、それを最後に川の中へ飲み込まれた。当時さつきが身に着けていた懐中時計は1時36分で停止している。
午後1時50分頃、数名の生徒が学校へ駆けつけた。知らせを受けた職員一同や村民は現場へと急行し、捜索が開始された。さつきが川に沈んでから約30分後、生徒が指し示した地点から約70メートル下流の地点でさつきが川底から発見された。成沢与右衛門はさらにその約40分後、さつきが発見された地点から約40メートル上流で発見された。
発見から約3時間半の間、村民と医師による人工呼吸が交代で続けられたが、息を吹き返すことは無かった。午後5時40分、小野さつき及び成沢与右衛門両名の遺体が職員室に運ばれ、哀悼式が行われた。午後7時、両名の遺体は各々の自宅へと運ばれた。
事故当日、我妻校長への通知を依頼するために、90字の長文の電報を名古屋、大阪、京都、神戸、広島の5か所の警察に打つが、「ミアタラヌ」の返電。校長は当日、明治天皇の桃山御陵（京都）に参拝するため、移動中であった。この事故を知ったの7月11日になって、東京で自分の娘婿から初めて知らせを受けた（中央紙では、すでに『東京日日新聞』7月8日付をはじめ、仙台発特電あるいは特派員報告の形で全国津々浦々で報じられていた）。11日午前10時、校長打電。午後11時校長、小野訓導の自宅弔問。佐藤主席訓導とともに、ただちに進退伺を提出している。

## 葬儀と顕彰
事故の翌日、村会では緊急会議を開き、小野さつきの葬儀を7月14日に村葬として執行することを決議した。
7月13日の通夜では、読経を希望する村民が大勢訪れたため、通夜は3回にわけて行われた。
村葬の日に、当時文部大臣であった鎌田栄吉はさつきの遺族に金一封を贈った。また、宮城県知事の力石雄一郎は、人命救助と教育功労の表彰を行い、弔辞を述べ、給与を初任給の40円から一級俸にあたる170円に増額した。村民は仕事を休み、各戸ごとに香をあげて哀悼の意を捧げた。葬儀の日の会葬者は2千人を超え、沿道の葬列者は1万人を超えた。弔辞、弔電、弔歌の朗読は50あまりにも及んだ。
この水難事故は全国的にも大きな反響を呼び、弔問が相次いだ。
オペラ歌手の三浦環は、この水難事故を知るとすぐに、当時所属していた東京の帝国劇場から電報を打電し、香典として100円を贈った。折しも7月11日から12日までの間、仙台市公会堂（現・仙台市民会館）で三浦環が公演する日程となっており、その舞台で三浦環は小野さつきが生前好んで口ずさんでいたというシャルル・グノーの「アヴェ・マリア」を歌った。
殉職した年の12月、三谷寺（宮城県刈田郡蔵王町）の本堂脇に、分骨されたさつきの墓が成沢与右衛門の墓と隣り合わせで建立された。その後も宮城県教育会が中心となって広く弔慰金を募り、一周忌にあたる1923年（大正12年）7月7日には、宮尋常高等小学校の校門脇に小野訓導殉職記念碑が建立された。宮城県知事力石一雄撰文、宮城県女子師範学校長秋葉馬治書、石工は仙台の大沼幸吉である

## 小野さつき訓導遺徳顕彰会の結成
1974年（昭和49年）7月7日、蔵王町では小野さつきの遺徳を後世に伝えるため、小野さつき訓導遺徳顕彰会を組織し、墓地の清掃や定期的な追悼式の実施、遺品や資料の収集管理、出版物の発行などの事業を行うこととした。翌1975年（昭和50年）8月15日には小野さつき訓導遺徳顕彰会の事業として『ああ 小野訓導』（刈田民俗館長阿子島雄二編・小野家二十一代当主小野重夫発行）が刊行された。
1987年（昭和62年）7月、蔵王町は町内の全家庭に呼び掛けて寄付を募り、蔵王町立宮小学校敷地内に小野さつき訓導遺徳顕彰館を建設した。ここには、小野さつきが当時身に着けていた櫛や帯、懐中時計などの遺品や日誌、写真などが保存され、数々の出版物や新聞記事など、当時を偲ぶ貴重な資料が展示されている。
蔵王町立宮小学校では毎年7月7日に、小野さつき訓導追悼式を行っている。また、5年に一度、町を挙げての式典を開催し、遺徳を継承している。
2021年秋、小野の第100回追悼式の節目に合わせ、主催する遺徳顕彰会が解散することが決まったと報じられた。今後は住民が語り継ぐ活動へと転換を図る。

## 小野さつきをテーマとした歌
実業之日本社は、小野さつきへの鎮魂の意味を込めて詩を募集した。募集開始から締め切りまでわずか一週間だったが、全国から6千以上の詩が応募された。その中から一等で選出された詩は、山田耕筰によって作曲され「小野訓導の歌」として発表された（作詞：斎藤子郊）。
この楽譜は長い間行方不明だったが、2005年（平成17年）仙台市宮城野区在住の音楽指導者である渡辺伸が、日本近代音楽館で山田耕筰関連の所蔵品の中から発見した。その後、渡辺伸が編曲し、児童合唱版として完成した。
1977年（昭和52年）6月、歌手の三波春夫は小野さつきの遺徳を讃えた歌「花咲く墓標」を自ら作詞作曲し、白石市民会館（現・白石市いきいきプラザ）で講演の際に発表した。